# Rinyaszentkirály
Rinyaszentkirály is een plaats (község) en gemeente in het Hongaarse comitaat Somogy. Rinyaszentkirály telt 391 inwoners (2017).